# Badlands (album Halsey)
Badlands – debiutancki album amerykańskiej piosenkarki Halsey, wydany 28 sierpnia 2015 przez wytwórnie Astralwerks i Virgin EMI. Badlands zadebiutowało na drugim miejscu zestawienia Billboard 200, ze sprzedażą wynoszącą 97 000 kopii w pierwszym tygodniu. Album został poprzedzony cyfrową premierą dwóch singli, „Ghost” i „New Americana”. Trzeci singiel, „Colors”, został wydany 9 lutego 2016. Nowa wersja piosenki „Castle” została wydana jako czwarty singiel z albumu do promocji zawierającego ją filmu Łowca i Królowa Lodu.

## Tytuł oraz gatunek
Nazwa Badlands jest nawiązaniem do stanu umysłu artystki podczas pisania albumu, do fizycznego przedstawienia metafory jej samotnego umysłu. Muzycznie, album jest głównie skupiony na gatunkach takich jak electropop, alternative pop, oraz synthpop.

## Produkcja
Powołując się na słowa Halsey, Bandlans jest albumem koncepcyjnym, który skupia się na dystopijnej społeczności zwanej Badlands. Miasto jest otoczone przez nieużyte pustynie, utrzymując mieszkańców w niewoli. Koncept albumu ma duże powiązania z filmami post-apokaliptystycznymi takimi jak The Fifth Element. Po napisaniu kilku piosenek, Halsey doszła do myśli, że Badlands jest metaforą jej stanu psychicznego. Potwierdza również, że napisała ten album, aby uciec od jej codziennych, prawdziwych problemów. Według jej opinii, metafora polega na tym, że nawet bez wyjścia, zawsze powstaje optymistyczna myśl mówiąca, że jest zawsze inne miejsce do którego można dążyć. Album został wyprodukowany przez Lido.

## Single

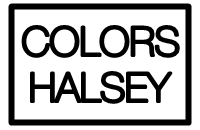
Logo utworu „Colors”

„Ghost” zostało wydane jako pierwszy debiutancki singiel 27 października 2014, z towarzyszącym klipem muzycznym nakręconym w Tokio, który został wyreżyserowany przez Malię James i Ryana Witta. „Ghost” zostało nadane do radia 7 kwietnia 2015. Halsey ogłosiła „New Americana” drugim singlem z albumu, który został oficjalnie wydany 10 lipca 2015. Oficjalny teledysk do „New Americana” miał premierę 25 września 2015. „New Americana” znalazła się na 60. miejscu listy Billboard Hot 100. „Colors” zostało ogłoszone oficjalnym singlem. Premiera w radiu alternatywnym nastąpiła 9 lutego 2016. Czwarty singiel, „Castle”, został wydany 8 kwietnia 2016, razem ze zmodyfikowaną wersją dla filmu Łowca i Królowa Lodu.

## Odbiór
Dzięki dobrej widoczności na iTunes, Badlands zdobyło dużą liczbę zamówień w przedsprzedaży. Według raportu Hits Daily Double, było to 40 000 sztuk do sierpnia. Album zadebiutował na numerze drugim na notowaniu Billboard 200 z łączną liczbą sprzedanych sztuk 115 000, co dało mu tytuł najwyżej postawionym w notowaniu albumem wydanym przez wytwórnię Astralwerks.
W innej części świata, album zadebiutował na miejsc drugim w Australii, miejscu trzecim w Nowej Zelandii i Irlandii, numerze piątym w Holandii oraz znalazł się w TOP 10 w Wielkiej Brytanii oraz Belgii.
W recenzji dla Pitchfork, Nathan Reese napisał: „Czytając wywiady z Halsey, możesz wyczuć trochę sprytnej i utalentowanej artystki, takiej, która stawia kontakt z fanami na pierwszym miejscu. Jej charakter można odczuć w albumie Badlands od początku do końca.” O refrenie piosenki „New Americana”, powiedział: „Jak duża część albumu Badlands, jest rozmyślny, a zarazem prowokujący.” W krótkiej recenzji „Rolling Stone” Joe Levy nazwał Halsey „nową gwiazdą pop z drygiem do spójnych całości”.

## Lista utworów

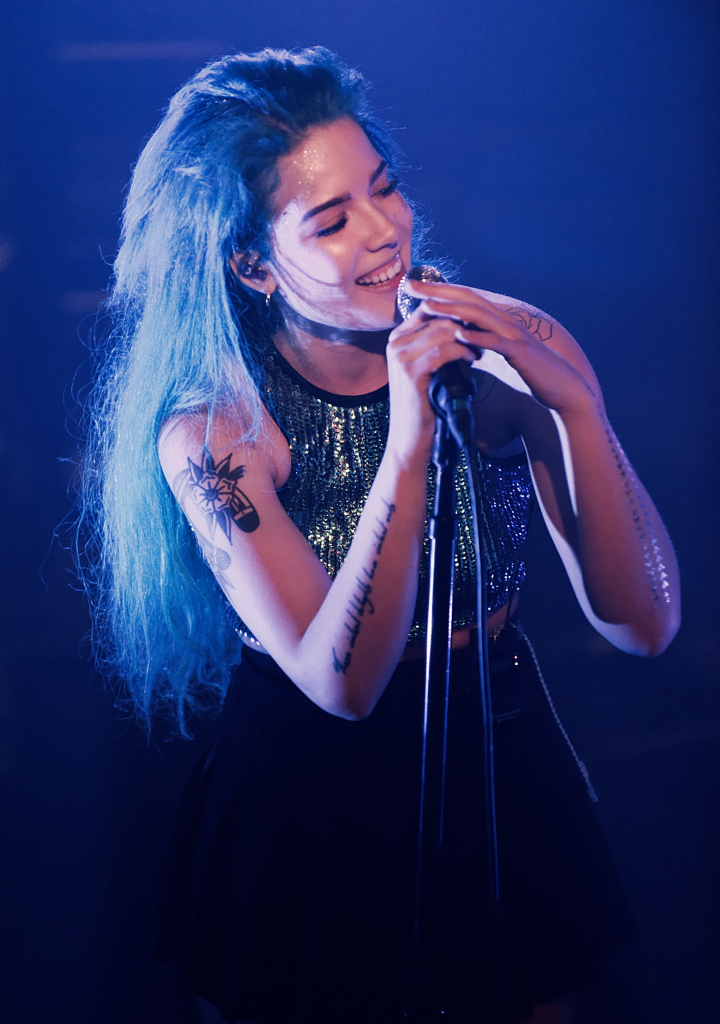
Halsey wykonująca utwór z albumu Badlands.

| #                | Tytuł             | Tekst                                                        | Produkcja                                | Czas  |
| ---------------- | ----------------- | ------------------------------------------------------------ | ---------------------------------------- | ----- |
| 1.               | „Castle”          | Ashley Frangipane • Peder Losnegård                          | Lido                                     | 4:37  |
| 2.               | „Hold Me Down”    | Frangipane • Joseph Khajadourian • Alex Schwartz • Ryan Lott | The Futuristics                          | 3:24  |
| 3.               | „New Americana”   | Frangipane • Larzz Principato • Chandra Uber • James Mtume   | Lido                                     | 3:03  |
| 4.               | „Drive”           | Frangipane • Tim Anderson                                    | Anderson • Aron Forbes • Chris Spilfogel | 4:18  |
| 5.               | „Roman Holiday”   | Frangipane • Ryan McMahon • Benjamin Berger                  | Captain Cuts                             | 3:21  |
| 6.               | „Colors”          | Frangipane • Dylan Bauld                                     | Dylan William                            | 4:09  |
| 7.               | „Coming Down”     | Frangipane • Justyn Pilbrow                                  | Pilbrow                                  | 3:43  |
| 8.               | „Haunting”        | Frangipane • Charlie Hugall • Rob Tortelli • Chris Hugall    | Charlie Hugall • Heavy Mellow            | 4:20  |
| 9.               | „Control”         | Frangipane • Roy Kerr • Tim Bran                             | Lido                                     | 3:34  |
| 10.              | „Young God”       | Frangipane                                                   | Lido • William • Heavy Mellow            | 3:00  |
| 11.              | „Ghost”           | Frangipane • Dylan Scott • Quagliato                         | Scott                                    | 2:33  |
|                  |                   |                                                              |                                          | 40:03 |
| Deluxe           |                   |                                                              |                                          |       |
| 5.               | „Hurricane”       | Frangipane • Anderson                                        | Anderson                                 | 3:43  |
| 6.               | „Roman Holiday”   | Frangipane • McMahon • Berger                                | Captain Cuts                             | 3:21  |
| 7.               | „Ghost”           | Frangipane • Scott                                           | Scott                                    | 2:33  |
| 8.               | „Colors”          | Frangipane • Bauld                                           | William                                  | 4:09  |
| 9.               | „Colors Pt. II”   | Frangipane • Bauld                                           | William                                  | 1:36  |
| 10.              | „Strange Love”    | Frangipane • Jim Eliot                                       | Tim Larcombe • Lido • Yung Gud           | 4:07  |
| 11.              | „Coming Down”     | Frangipane • Pilbrow                                         | Pilbrow                                  | 3:43  |
| 12.              | „Haunting”        | Frangipane • Charlie Hugall • Tortelli • Chris Hugall        | Hugall • Heavy Mellow                    | 4:20  |
| 13.              | „Gasoline”        | Frangipane • Losnegård                                       | Lido                                     | 3:19  |
| 14.              | „Control”         | Frangipane • Kerr • Bran                                     | Lido                                     | 3:34  |
| 15.              | „Young God”       | Frangipane                                                   | Lido • William • Heavy • Mellow          | 3:34  |
| 16.              | „I Walk the Line” | Frangipane • Losnegård                                       | Trevor Simpson • Sam Miller              | 2:45  |
|                  |                   |                                                              |                                          | 55:33 |
| Zestaw pudełkowy |                   |                                                              |                                          |       |
| 1.               | „You(th)” (demo)  |                                                              |                                          | 1:01  |
| 2.               | „Drive” (demo)    | Frangipane • Anderson                                        |                                          | 4:34  |

### Zapożyczenia
- „Hold Me Down” zawiera sampel z piosenki „Easy” od Son Lux.
- „New Americana” zawiera wstawkę piosenki „Juicy Fruit” od Mtume.

### Personel
- Halsey – wokale
- Tim Anderson – wszystkie instrumenty (oprócz girtary)
- Jason Aron – zarządzanie
- Sarah Barlow – fotografie
- Jayda Brown – chór dziecięcy (utwór 3)
- Captain Cuts – produkcja (utwór 6)
- Ryan Del Vecchio – administracja (A&R)
- Aron Forbes – dodatkowa produkcja, gitara (utwór 4)
- The Futuristics – produkcja (utwór 2)
- Dan Grech-Marguerat – miksowanie
- Emma Gunn – chór dziecięcy (utwór 3)
- Levi Gunn – chór dziecięcy (utwór 3)
- Heavy Mellow – dodatkowa produkcja (utwory 12, 15)
- Garrett Hilliker – dyrektor ds. fotografii
- Charlie Hugall – produkcja (utwór 12)
- Tim Larcombe – produkcja (utwór 10)
- Merit Leighton – chór dziecięcy (utwór 3)
- Anthony Li – zarządzanie
- Lido – produkcja (utwory 1, 3, 13–15); dodatkowa produkcja (utwór 10)
- Pete Lyman – mastering
- Sam Miller – produkcja (utwór 16)
- Justyn Pilbrow – produkcja (utwór 11)
- Mason Purece – chór dziecięcy (utwór 3)
- Steve Schofield – fotografie
- Dylan Scott – produkcja (utwór 7)
- Trevor Simpson – produkcja (utwór 16)
- Chris Spilfogel – dodatkowa produkcja, dodatkowe programowanie (utwór 4)
- Jeremy Vuernick – A&R
- Dylan William – produkcja (utwory 8, 9); dodatkowa produkcja (utwór 15); produkcja wokalna (wszystkie utwory)
- Yung Gud – dodatkowa produkcja (utwór 10)

Informacja o personelu zawarta jest w książeczce wersji Deluxe.

## Notowania na listach przebojów
| Lista                                  | Najwyższa pozycja |
| -------------------------------------- | ----------------- |
| Australia (Top 50 Albums)              | 2                 |
| Austria (Ö3 Austria Top 40)            | 18                |
| Belgia (Ultratop 200 Albums, Flandria) | 10                |
| Belgia (Ultratop 200 Albums, Wallonia) | 28                |
| Kanada (Canadian Albums Chart)         | 3                 |
| Dania (Tracklisten)                    | 19                |
| Holandia (Mega Album Top 100)          | 5                 |
| Finlandia (Top 50 Albums)              | 36                |
| Francja (SNEP)                         | 75                |
| Niemcy (Media Control Charts)          | 37                |
| Grecja(IFPI)                           | 43                |
| Irlandia (Albums Chart)                | 3                 |
| Włochy (FIMI)                          | 34                |
| Nowa Zelandia (RIANZ)                  | 3                 |
| Norwegia (VG-lista)                    | 22                |
| Portugalia (AFP)                       | 10                |
| Szkocja (OCC)                          | 7                 |
| Hiszpania (PROMUSICAE)                 | 53                |
| Szwecja (Sverigetopplistan)            | 13                |
| Szwajcaria (Alben Top 100)             | 26                |
| Wielka Brytania (UK Albums Chart)      | 9                 |
| Stany Zjednoczone (Billboard 200)      | 2                 |
| Stany Zjednoczone (Alternative Albums) | 1                 |

### Notowania na koniec roku
| Lista (2015)                      | Pozycja |
| --------------------------------- | ------- |
| Australia (ARIA)                  | 88      |
| Stany Zjednoczone (Billboard 200) | 98      |

| Lista (2016)                      | Pozycja |
| --------------------------------- | ------- |
| Australia (ARIA)                  | 54      |
| Stany Zjednoczone (Billboard 200) | 34      |

## Certyfikaty i sprzedaż
| Kraj                     | Certyfikat         | Sprzedaż   |
| ------------------------ | ------------------ | ---------- |
| Brazylia (ABPD)          | złota płyta        | 20 000+    |
| Kanada (Music Canada)    | złota płyta        | 40 000+    |
| Polska (ZPAV)            | platynowa płyta    | 20 000+    |
| Stany Zjednoczone (RIAA) | 2x platynowa płyta | 2 000 000+ |
| Wielka Brytania (BPI)    | złota płyta        | 100 000+   |